# Années 1350 av. J.-C.
Les années 1350 av. J.-C. couvrent les années de 1359 av. J.-C. à 1350 av. J.-C.

## Évènements

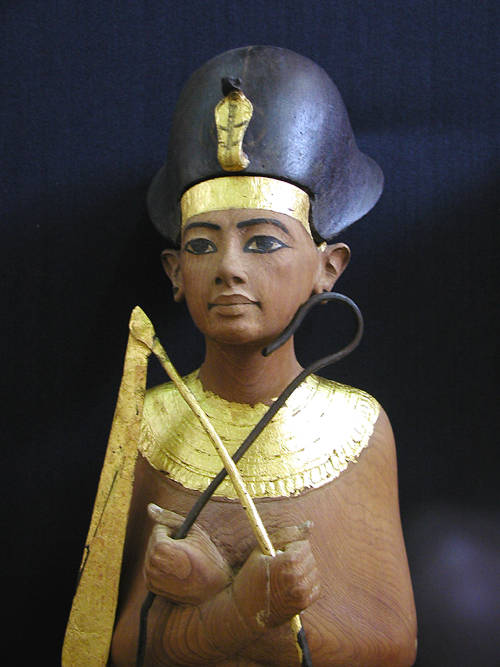
Toutânkhamon

- 1361-1352 av. J.-C.[1] : date présumée du règne de Toutânkhamon[2],[3].
  - situation confuse à la mort d’Akhénaton. Smenkhkarê, d’origine incertaine (peut-être le frère aîné de Toutânkhamon, ou Zannanza, fils du roi hittite Suppiluliuma Ier, époux de Mérytaton, la fille aînée d’Akhénaton, qui aurait régné après lui sous le nom d’Ânkh-Khéperourê)[4], est choisi comme roi par le clergé thébain tandis que son frère Toutânkhamon est proclamé à Amarna par Néfertiti et ses fidèles. Toutânkhamon réside à Amarna pendant trois ans, puis se rend à Thèbes, peut être à la mort de Smenkhkarê, et paraît avoir abjurer la foi d’Aton. Il prend le nom de Toutânkhamon. En l’an 4 de son règne, il restaure tous les cultes. Il meurt à l’âge de 18 ans, après un règne de neuf ans[5].
  - Le culte d’Amon est rétabli en Égypte sous l’influence du général Aÿ, chef de la cavalerie d’Akhénaton, vrai maître de l’empire. Le retour à la tradition prend en compte une part des apports nouveaux, aboutissant à une codification subtile du rapport entre le dieu démiurge et ce qui procède de lui (Hymne à Amon de Leyde) dans un grand effort de synthèse intellectuelle[6].
  - Houy, vice-roi de Nubie pendant le règne de Toutânkhamon. Il construit un temple et crée une colonie fortifiée à Faras[7].

- 1360 av. J.-C.[1] : campagne de Suppiluliuma Ier contre le Mitanni[8]. Contrant l’attente des coalisés qui l’attendent en Syrie, il attaque d’abord l’Ishuwa puis pille Washshukanni, la capitale d’où Dushratta s’est enfui, puis poursuit son offensive en Syrie pour aider Ougarit, reprend Alep et les villes coalisées (sauf Damas). Le Mitanni ne conserve que Karkemish sur l’Euphrate. Suppiluliuma passe une série d’accords avec les princes syriens du nord qui reconnaissent son autorité en échange d’une assistance militaire (Alalakh, Alep, Karkemish, Ougarit). L’Égypte n’intervient pas militairement et négocie avec les Hittites. Un traité est conclu, qui maintient avec les Hittites la frontière établie jadis entre le Mitanni et l’Égypte (Ougarit, Kadesh et l’Amourrou restent à l’Égypte).
- 1354 av. J.-C.[1] : une armée égyptienne s’empare de Qadesh, clé de la Syrie tandis que les Mitanniens tentent de délivrer Karkemish. Suppiluliuma Ier intervient, envoie une armée commandée par son fils Télépinu pacifier la région de Karkemish sans prendre la ville. Dans un second temps, une autre armée dirigée par Suppiluliuma assiège Karkemish qui tombe en huit jours. Suppiluliuma punit les rebelles, reprend Qadesh et confie Karkemish à son fils Piyassilis et met son autre fils Télépinu sur le trône d’Alep. C’est peut être à ce moment-là que la décision de reconstruire la ville d’Emar a été prise[9]. Suppiluliuma fait de Karkemish la seconde ville de l’Empire hittite, où réside le vice-roi chargé de contrôler les vassaux syriens. Piyassili, premier vice-roi, prend un nom Hourrite (Sarri-Kusuh), au moment de son intronisation. La province est une marche chargée de surveiller l’Euphrate d’où peuvent venir des actions militaires assyriennes ou babyloniennes : le rôle du général hittite y est prépondérant. À Emar on a laissé en place un roi, qui ne traite que des affaires d’intérêt local[10]. Des agents du pouvoir hittite et le Grand des Chars (général en chef hittite) sont présents, puisque l’on a retrouvé des actes scellés de son sceau.

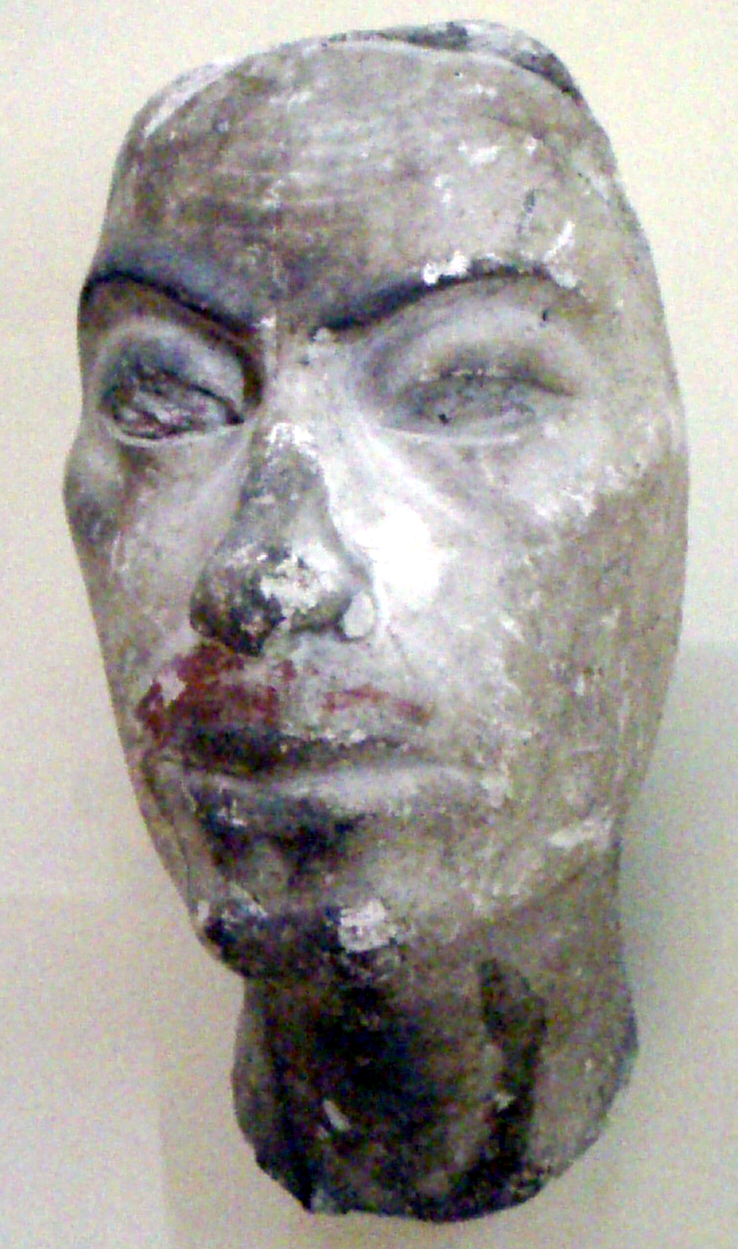
Portrait présumé d'Aÿ.

- 1352 av. J.-C. : mort du pharaon d'Égypte Toutânkhamon. Sa veuve, Ânkhésenamon, écrit à Suppiluliuma Ier pour lui demander en mariage l’un de ses fils (ou Mérytaton, la fille aînée d’Akhénaton[4]). Celui-ci était alors occupé au siège de Karkemish, dernière tête de pont du Mitanni, sur l’Euphrate. C’était offrir le trône de Pharaon au Hatti. Suppiluliuma, craignant un piège, hésite, et envoie un ambassadeur en Égypte pendant qu’il s’empare de Karkemish, puis, après le retour de son ambassadeur, envoie son fils Zannanza à la reine, mais celui-ci est assassiné, peut être sur ordre d’Aÿ, ou d’Horemheb. La Syrie soumise, Suppiluliuma rentre en Anatolie. Le prince Arnuwandas marche sur l’Oronte pour venger la mort de son frère tandis que Canaan se révolte.
- 1352-1348 av. J.-C. : règne d’Aÿ[2],[11]. Il semble qu’Ankhesenamon épouse finalement Aÿ et lui confère ses droits au trône d’Égypte[12]. Le général Horemheb sauve l’Égypte : il reconquiert Canaan révolté et stoppe l’avance des Hittites sur l’Oronte.